# Daphnia magna
Daphnia magna je najkrupnija vrsta ovog roda u našoj zemlji. Razlikuje se od drugih vrsta po tome što se karapaks proteže u šupljinu glave kao traka. Celokupan rod naseljva slatkovodna jezera i bare. 

## Opis
Telo im je zatvoreno u dvokapki karapaks, izvan njega ostaje glava sa glavenim ekstreitetima. Trup građen od nekioliko segmenata sa pet ili šest pari listolikih ekstremiteta. Prve antene su male, a druge krupne, račvaste i razgranate. Mandibule su izgrađene u skladu sa filtracionim načinom ishrane. Na glavi se nalaze složene oči koje su spojen po sredini i naupliusovo oko. Trupnih pet ili šest pari ekstremiteta imaju čekinje čijim pokretanje nastaje strujanje vode koja potpomaže respiraciju, a omogućava i pribavljanje čestica hrane. Abdomen je znatno redukovan i samo je njegov zadnji deo ili postabdomen dobro razvijen i povija se nadole. Druge anten su osnovni organi za kretanje.

## Rasprostranjenje
Daphni magan je kod nas rasprostranjena u velikim barama Vojvodine i Slovenije.

## Biologija i ponašanje
D. magna je dosta ugrožena u jezerim sa velikom količinom ribe jer zbog svoje veličine predstavlja značajan plen. U vodama sa visokom koncentracijom hranljivih materija D. magan rastom nadmašuje manje predstavnike reda Cladocera. Kad koncentracija hrane opadne kod D. magne dolazi do kašnjenja reprodukcije, sto omogućava manjim, brže reproduktivnim organizmima da postanu dominantniji. 
Koristi vertiklanu migraciju kao odgovor na predaciju riba. Danju ostaje u nižim slojevima, dok noću ide u gornje slojeve i tako izbegava vidnu ishranu riba. 
Pod određenim uslovim razvija se nekoliko generacija partenogenetskih ženki, a zatim kad se uslovi promene, pojavljuje se generacija mužjaka i ženki. Tada se u ženkama obrazuju jaja koja se posle oplođenja obavijaju debelom ljušturom i to su zimska jaja. Kod Daphnia se ona odlažu u poseban dorzalni mešak ili efipijum koji se kasnije odvaja od ženke. Populacija može da se sastoji od neoplođenih partenogenetskih ženki, kao i od mužjaka i ženki.

## Spoljašnje veze
- Медији везани за чланак Daphnia magna на Викимедијиној остави